# Тур даун андер 2025.
Тур даун андер 2025. било је 25. издање етапне бициклистичке трке даун андера, који је одржан у Аустралији у периоду од 21. до 26. јануара 2025. године, као прва трка у оквиру UCI ворлд тура 2025. Трка је имала шест етапа, укупне дужине од 819.9 km, старт је био у Проспекту у Јужној Аустралији, док је последња етапа вожена у Аделејду.
Трку је освојио Хонатан Нарваез, девет секунди испред Хавијера Рома, док је на трећем мјесту завршио Фин Фишер Блек. Фергус Браунинг је освојио брдску класификацију, Сем Велсфорд спринт класификацију, Алберт Филипсен класификацију за најбољег младог возача, док је Лидл—трек освојио тимску класификацију. Велсфорд је остварио три етапне побједе.
Послије трке, медији су објавили да можда није довољно јака да би била дио ворлд тура.

## Тимови
На трци је учествовало 20 тимова, са по осам возача. Свих 18 ворлд тур тимова имало је аутоматску позивницу и били су обавезни да учествују на свакој трци која је била дио ворлд тура до 2017. године, док су два најбоља про тур тима за претходну сезону такође имали аутоматску позивницу за све ворлд тур трке. Лото и Израел—премијер тех су били најбољи про тур тимови на крају сезоне 2024. и имали су загарантовано учешће на свим ворлд тур тркама, али је Лото одбио позивницу, као и за бројне друге трке, одлучивши да се фокусирају на освајање бодова на мањим тркама. Једину специјалну позивницу добио је национални тим Аустралије.
UCI ворлд тур тимови:
| - Алпесин—декунинк - Аркеа—бб хотелс - Бахреин—викторијус - Визма—лејз а бајк - Групама—ФДЈ - Декатлон АГ2Р ла мондијал - ЕФ едукејшон—изипост - Инеос гренадирс - Интермарше—ванти | - Кофидис - Лидл—трек - Мовистар - Пикник постнл - Ред бул—Бора–ханзго - Судал—Квик-степ - УАЕ тим емирејтс ХРГ - ХДС Астана - Џејко—алула |

UCI про тур тимови:
- Израел—премијер тех

Национални тимови:
- Аустралија

## Рута и етапе
| Етапа  | Датум      | Рута                        | Дистанца | Тип   | Тип          | Побједник             | Реф.   |
| ------ | ---------- | --------------------------- | -------- | ----- | ------------ | --------------------- | ------ |
| 1.     | 21. јануар | Проспект — Гумерача         | 150.7    |       | Брдска етапа | Сем Велсфорд (АУС)    | [ 15 ] |
| 2.     | 22. јануар | Танунда — Танунда           | 128.8    |       | Брдска етапа | Сем Велсфорд (АУС)    | [ 16 ] |
| 3.     | 23. јануар | Норвуд — Уредла             | 147.5    |       | Брдска етапа | Хавијер Ромо (ШПА)    | [ 17 ] |
| 4.     | 24. јануар | Гленелџ — Виктор Харбор     | 157.2    |       | Брдска етапа | Брајан Кокар (ФРА)    | [ 18 ] |
| 5.     | 25. јануар | Макларен вејл — Вилунга хил | 145.7    |       | Брдска етапа | Хонатан Нарваез (ЕКВ) | [ 19 ] |
| 6.     | 26. јануар | Аделејд — Аделејд           | 90       |       | Равна етапа  | Сем Велсфорд (АУС)    | [ 20 ] |
| Укупно | Укупно     | Укупно                      | 819.9    | 819.9 | 819.9        | 819.9                 |        |

## Етапе

### 1. етапа
21. јануар 2025. — Проспект — Гумерача, 150.7 km
| Позиција | Возач                     | Тим                  | Вријеме    |
| -------- | ------------------------- | -------------------- | ---------- |
| 1.       | Сем Велсфорд (АУС)        | Ред бул—Бора—ханзгро | 3ч 26' 38" |
| 2.       | Метју Бренан (УК)         | Визма—лејз а бајк    | + 0"       |
| 3.       | Метју Валс (УК)           | Групама—ФДЈ          | + 0"       |
| 4.       | Тим Торн Тојтенберг (ЊЕМ) | Лидл—трек            | + 0"       |
| 5.       | Бен Свифт (УК)            | Инеос гренадирс      | + 0"       |
| 6.       | Симон Дехерс (БЕЛ)        | Алпесин—декунинк     | + 0"       |
| 7.       | Корбин Стронг (НЗЛ)       | Израел—премијер тех  | + 0"       |
| 8.       | Руи Оливеира (ПОР)        | УАЕ тим емирејтс ХРГ | + 0"       |
| 9.       | Фил Баухаус (ЊЕМ)         | Бахреин—викторијус   | + 0"       |
| 10.      | Јакопо Моска (ИТА)        | Лидл—трек            | + 0"       |

| Позиција | Возач                     | Тим                       | Вријеме    |
| -------- | ------------------------- | ------------------------- | ---------- |
| 1.       | Сем Велсфорд (АУС)        | Ред бул—Бора—ханзгро      | 3ч 26' 28" |
| 2.       | Метју Бренан (УК)         | Визма—лејз а бајк         | + 4"       |
| 3.       | Зак Мериџ (АУС)           | Аустралија                | + 5"       |
| 4.       | Метју Валс (УК)           | Групама—ФДЈ               | + 6"       |
| 5.       | Бастјен Тронхон (ФРА)     | Декатлон АГ2Р ла мондијал | + 7"       |
| 6.       | Фергус Браунинг (АУС)     | Аустралија                | + 7"       |
| 7.       | Хонатан Нарваез (ЕКВ)     | УАЕ тим емирејтс ХРГ      | + 9"       |
| 8.       | Тим Торн Тојтенберг (ЊЕМ) | Лидл—трек                 | + 10"      |
| 9.       | Бен Свифт (УК)            | Инеос гренадирс           | + 10"      |
| 10.      | Симон Дехерс (БЕЛ)        | Алпесин—декунинк          | + 10"      |

### 2. етапа
22. јануар 2025. — Танунда — Танунда, 128.8 km
| Позиција | Возач                       | Тим                  | Вријеме    |
| -------- | --------------------------- | -------------------- | ---------- |
| 1.       | Сем Велсфорд (АУС)          | Ред бул—Бора—ханзгро | 3ч 01' 22" |
| 2.       | Арне Марит (БЕЛ)            | Интермарше—ванти     | + 0"       |
| 3.       | Брајан Кокар (ФРА)          | Кофидис              | + 0"       |
| 4.       | Тим Торн Тојтенберг (ЊЕМ)   | Лидл—трек            | + 0"       |
| 5.       | Тобијас Лунд Андерсен (ДАН) | Пикник постнл        | + 0"       |
| 6.       | Хенри Улиг (ЊЕМ)            | Алпесин—декунинк     | + 0"       |
| 7.       | Самјуел Вотсон (УК)         | Инеос гренадирс      | + 0"       |
| 8.       | Корбин Стронг (НЗЛ)         | Израел—премијер тех  | + 0"       |
| 9.       | Алексис Ренар (ФРА)         | Кофидис              | + 0"       |
| 10.      | Метју Валс (УК)             | Групама—ФДЈ          | + 0"       |

| Позиција | Возач                 | Тим                       | Вријеме    |
| -------- | --------------------- | ------------------------- | ---------- |
| 1.       | Сем Велсфорд (АУС)    | Ред бул—Бора—ханзгро      | 6ч 27' 40" |
| 2.       | Арне Марит (БЕЛ)      | Интермарше—ванти          | + 14"      |
| 3.       | Метју Бренан (УК)     | Визма—лејз а бајк         | + 14"      |
| 4.       | Патрик Конрад (АУТ)   | Лидл—трек                 | + 15"      |
| 5.       | Георг Цимерман (ЊЕМ)  | Интермарше—ванти          | + 15"      |
| 6.       | Зак Мериџ (АУС)       | Аустралија                | + 15"      |
| 7.       | Фергус Браунинг (АУС) | Аустралија                | + 15"      |
| 8.       | Метју Валс (УК)       | Групама—ФДЈ               | + 16"      |
| 9.       | Брајан Кокар (ФРА)    | Кофидис                   | + 16"      |
| 10.      | Бастјен Тронхон (ФРА) | Декатлон АГ2Р ла мондијал | + 17"      |

### 3. етапа
23. јануар 2025. — Норвуд — Уредла, 147.5 km
| Позиција | Возач                 | Тим                       | Вријеме    |
| -------- | --------------------- | ------------------------- | ---------- |
| 1.       | Хавијер Ромо (ШПА)    | Мовистар                  | 3ч 46' 01" |
| 2.       | Хонатан Нарваез (ЕКВ) | УАЕ тим емирејтс ХРГ      | + 5"       |
| 3.       | Фин Фишер Блек (НЗЛ)  | Ред бул—Бора—ханзгро      | + 5"       |
| 4.       | Алберт Филипсен (ДАН) | Лидл—трек                 | + 5"       |
| 5.       | Томас Глог (УК)       | Визма—лејз а бајк         | + 5"       |
| 6.       | Патрик Конрад (АУТ)   | Лидл—трек                 | + 5"       |
| 7.       | Андреа Бађиоли (ИТА)  | Лидл—трек                 | + 5"       |
| 8.       | Бастјен Тронхон (ФРА) | Декатлон АГ2Р ла мондијал | + 5"       |
| 9.       | Реми Рошас (ФРА)      | Групама—ФДЈ               | + 5"       |
| 10.      | Магнус Шефилд (САД)   | Инеос гренадирс           | + 5"       |

| Позиција | Возач                 | Тим                       | Вријеме     |
| -------- | --------------------- | ------------------------- | ----------- |
| 1.       | Хавијер Ромо (ШПА)    | Мовистар                  | 10ч 13' 51" |
| 2.       | Хонатан Нарваез (ЕКВ) | УАЕ тим емирејтс ХРГ      | + 8"        |
| 3.       | Патрик Конрад (АУТ)   | Лидл—трек                 | + 10"       |
| 4.       | Фин Фишер Блек (НЗЛ)  | Ред бул—Бора—ханзгро      | + 10"       |
| 5.       | Бастјен Тронхон (ФРА) | Декатлон АГ2Р ла мондијал | + 12"       |
| 6.       | Магнус Шефилд (САД)   | Инеос гренадирс           | + 15"       |
| 7.       | Алберт Филипсен (ДАН) | Лидл—трек                 | + 15"       |
| 8.       | Џеј Вајн (АУС)        | УАЕ тим емирејтс ХРГ      | + 15"       |
| 9.       | Крис Харпер (АУС)     | Џејко—алула               | + 15"       |
| 10.      | Андреа Бађиоли (ИТА)  | Лидл—трек                 | + 15"       |

### 4. етапа
24. јануар 2025. — Гленелџ — Виктор Харбор, 157.2 km
| Позиција | Возач                       | Тим                       | Вријеме    |
| -------- | --------------------------- | ------------------------- | ---------- |
| 1.       | Брајан Кокар (ФРА)          | Кофидис                   | 3ч 55' 15" |
| 2.       | Фил Баухаус (ЊЕМ)           | Бахреин—викторијус        | + 0"       |
| 3.       | Хонатан Нарваез (ЕКВ)       | УАЕ тим емирејтс ХРГ      | + 0"       |
| 4.       | Лиам Валш (АУС)             | Аустралија                | + 0"       |
| 5.       | Самјуел Вотсон (УК)         | Инеос гренадирс           | + 0"       |
| 6.       | Тобијас Лунд Андерсен (ДАН) | Пикник постнл             | + 0"       |
| 7.       | Корбин Стронг (НЗЛ)         | Израел—премијер тех       | + 0"       |
| 8.       | Тим Торн Тојтенберг (ЊЕМ)   | Лидл—трек                 | + 0"       |
| 9.       | Хенри Улиг (ЊЕМ)            | Алпесин—декунинк          | + 0"       |
| 10.      | Доријан Годон (ФРА)         | Декатлон АГ2Р ла мондијал | + 0"       |

| Позиција | Возач                 | Тим                       | Вријеме     |
| -------- | --------------------- | ------------------------- | ----------- |
| 1.       | Хавијер Ромо (ШПА)    | Мовистар                  | 14ч 09' 06" |
| 2.       | Хонатан Нарваез (ЕКВ) | УАЕ тим емирејтс ХРГ      | + 4"        |
| 3.       | Патрик Конрад (АУТ)   | Лидл—трек                 | + 10"       |
| 4.       | Фин Фишер Блек (НЗЛ)  | Ред бул—Бора—ханзгро      | + 10"       |
| 5.       | Бастјен Тронхон (ФРА) | Декатлон АГ2Р ла мондијал | + 12"       |
| 6.       | Магнус Шефилд (САД)   | Инеос гренадирс           | + 15"       |
| 7.       | Алберт Филипсен (ДАН) | Лидл—трек                 | + 15"       |
| 8.       | Џеј Вајн (АУС)        | УАЕ тим емирејтс ХРГ      | + 15"       |
| 9.       | Реми Рошас (ФРА)      | Групама—ФДЈ               | + 15"       |
| 10.      | Крис Харпер (АУС)     | Џејко—алула               | + 15"       |

### 5. етапа
25. јануар 2025. — Макларен вејл — Вилунга хил, 145,7 km
| Позиција | Возач                 | Тим                       | Вријеме    |
| -------- | --------------------- | ------------------------- | ---------- |
| 1.       | Хонатан Нарваез (ЕКВ) | УАЕ тим емирејтс ХРГ      | 3ч 17' 02" |
| 2.       | Оскар Онли (УК)       | Пикник постнл             | + 0"       |
| 3.       | Фин Фишер Блек (НЗЛ)  | Ред бул—Бора—ханзгро      | + 0"       |
| 4.       | Лук Плап (АУС)        | Џејко—алула               | + 3"       |
| 5.       | Хавијер Ромо (ШПА)    | Мовистар                  | + 3"       |
| 6.       | Мајкл Вудс (КАН)      | Израел—премијер тех       | + 6"       |
| 7.       | Томас Глог (УК)       | Визма—лејз а бајк         | + 6"       |
| 8.       | Магнус Шефилд (САД)   | Инеос гренадирс           | + 6"       |
| 9.       | Бастјен Тронхон (ФРА) | Декатлон АГ2Р ла мондијал | + 6"       |
| 10.      | Патрик Конрад (АУТ)   | Лидл—трек                 | + 15"      |

| Позиција | Возач                 | Тим                       | Вријеме     |
| -------- | --------------------- | ------------------------- | ----------- |
| 1.       | Хонатан Нарваез (ЕКВ) | УАЕ тим емирејтс ХРГ      | 17ч 26' 02" |
| 2.       | Хавијер Ромо (ШПА)    | Мовистар                  | + 9"        |
| 3.       | Фин Фишер Блек (НЗЛ)  | Ред бул—Бора—ханзгро      | + 12"       |
| 4.       | Оскар Онли (УК)       | Пикник постнл             | + 15"       |
| 5.       | Бастјен Тронхон (ФРА) | Декатлон АГ2Р ла мондијал | + 24"       |
| 6.       | Лук Плап (АУС)        | Џејко—алула               | + 24"       |
| 7.       | Магнус Шефилд (САД)   | Инеос гренадирс           | + 27"       |
| 8.       | Томас Глог (УК)       | Визма—лејз а бајк         | + 27"       |
| 9.       | Патрик Конрад (АУТ)   | Лидл—трек                 | + 31"       |
| 10.      | Мајкл Вудс (КАН)      | Израел—премијер тех       | + 47"       |

### 6. етапа
26. јануар 2025. — Аделејд — Аделејд, 90 km
| Позиција | Возач                       | Тим                  | Вријеме    |
| -------- | --------------------------- | -------------------- | ---------- |
| 1.       | Сем Велсфорд (АУС)          | Ред бул—Бора—ханзгро | 1ч 53' 14" |
| 2.       | Брајан Кокар (ФРА)          | Кофидис              | + 0"       |
| 3.       | Фил Баухаус (ЊЕМ)           | Бахреин—викторијус   | + 0"       |
| 4.       | Руи Оливеира (ПОР)          | УАЕ тим емирејтс ХРГ | + 0"       |
| 5.       | Дани ван Попел (ХОЛ)        | Ред бул—Бора—ханзгро | + 0"       |
| 6.       | Хенри Улиг (ЊЕМ)            | Алпесин—декунинк     | + 0"       |
| 7.       | Тобијас Лунд Андерсен (ДАН) | Пикник постнл        | + 0"       |
| 8.       | Тим Торн Тојтенберг (ЊЕМ)   | Лидл—трек            | + 0"       |
| 9.       | Метју Валс (УК)             | Групама—ФДЈ          | + 0"       |
| 10.      | Андреа Ракањи (ИТА)         | Судал—Квик-степ      | + 0"       |

| Позиција | Возач                 | Тим                       | Вријеме     |
| -------- | --------------------- | ------------------------- | ----------- |
| 1.       | Хонатан Нарваез (ЕКВ) | УАЕ тим емирејтс ХРГ      | 19ч 19' 16" |
| 2.       | Хавијер Ромо (ШПА)    | Мовистар                  | + 9"        |
| 3.       | Фин Фишер Блек (НЗЛ)  | Ред бул—Бора—ханзгро      | + 12"       |
| 4.       | Оскар Онли (УК)       | Пикник постнл             | + 15"       |
| 5.       | Бастјен Тронхон (ФРА) | Декатлон АГ2Р ла мондијал | + 24"       |
| 6.       | Лук Плап (АУС)        | Џејко—алула               | + 24"       |
| 7.       | Магнус Шефилд (САД)   | Инеос гренадирс           | + 27"       |
| 8.       | Томас Глог (УК)       | Визма—лејз а бајк         | + 27"       |
| 9.       | Патрик Конрад (АУТ)   | Лидл—трек                 | + 31"       |
| 10.      | Мајкл Вудс (КАН)      | Израел—премијер тех       | + 47"       |

## Класификације
На Тур даун андеру додјељују се четири различите мајице за четири класификације, а поред четири главне, постоје још двије класификације за које се не додјељују мајице већ су бројеви возача које носе друге боје како би се разликовали од осталих.
- Прва и најважнија класификација био је генерални пласман, јер је побједник генералног пласмана побједник трке.[33] Пласман се рачунао тако што су се на времена возача остварена на првој етапи, додавала времена остварена на свакој наредној.[34] Три првопласирана возача на свакој етапи добијали су временску бонификацију од 10, 6 и 4 секунде, док су се такође додјељивале секунде бонификације на пролазним циљевима за прву тројицу возача, 3, 2 и 1 секунда.[35] Возач са најмањим укупним временом је лидер генералног пласмана и побједник на крају трке, а током трке носи наранџасту мајицу.[36]

- Једна од другостепених класификација била је спринт класификација. Возачи су добијали поене на крају сваке етапе и на пролазним циљевима, а возач са највише бодова је побједник класификације, а у току трке је носио плаву мајицу.[33] Број поена који се додјељивао зависио је од профила етапе:
  - На равним етапама поене је добијало првих 15 возача (30, 25, 22, 19, 17, 15, 13, 11, 9, 7, 5, 4, 3, 2, 1);[37]
  - На брдским етапама број поена је такође добијало првих 15 возача, али је број поена који се додјељивао био мањи (30, 25, 22, 19, 17, 15, 13, 11, 9, 7, 5, 4, 3, 2, 1).[38]
  - На сваком пролазном циљу додјељивали су се поени за прву тројицу возача (3, 2, 1), а обично су била по два пролазна циља на етапи.[39]

- Једна од другостепених класификација била је и брдска класификација, за коју су се додјељивали поени првим возачима који пређу преко означених успона, а број поена је зависио од категорије успона, док је лидер у току трке носио цвијетну зелену тачкасту мајицу.[40]

Успони су били категоризовани у пет категорија:
- - Прва категорија: поени су се додјељивали за пет првопласираних возача (10, 6, 4, 2, 1);[41]
  - Друга категорија: поени су се додјељивали за четири првопласирана возача (7, 5, 3, 1);[42]
  - Трећа категорија: поени су се додјељивали за три првопласираних возача (5, 3, 2).[43]

- Четврта мајица која се додјељивала је за најбољег младог возача. Лидер се одлучивао по оствареном времену, исто као и за генерални пласман, али су се такмичили само возачи до 23 године.[44] Лидер је током трке носио бијелу мајицу.[33]

| Етапа | Побједник       | Генерални пласман · | Спринт класификација · | Брдска класификација · | Најбољи млади возач · | Најагресивнији возач ·      | Тимска класификација |
| ----- | --------------- | ------------------- | ---------------------- | ---------------------- | --------------------- | --------------------------- | -------------------- |
| 1.    | Сем Велсфорд    | Сем Велсфорд        | Сем Велсфорд           | Фергус Браунинг        | Метју Бренан          | Фергус Браунинг и Зак Мериџ | Алпесин—декунинк     |
| 2.    | Сем Велсфорд    | Сем Велсфорд        | Сем Велсфорд           | Фергус Браунинг        | Метју Бренан          | Георг Цимерман              | Алпесин—декунинк     |
| 3.    | Хавијер Ромо    | Хавијер Ромо        | Сем Велсфорд           | Фергус Браунинг        | Алберт Филипсен       | Жофре Бушар                 | Лидл—трек            |
| 4.    | Брајан Кокар    | Хавијер Ромо        | Сем Велсфорд           | Фергус Браунинг        | Алберт Филипсен       | Мауро Шмит                  | Лидл—трек            |
| 5.    | Хонатан Нарваез | Хонатан Нарваез     | Сем Велсфорд           | Фергус Браунинг        | Алберт Филипсен       | Крис Харпер                 | Лидл—трек            |
| 6.    | Сем Велсфорд    | Хонатан Нарваез     | Сем Велсфорд           | Фергус Браунинг        | Алберт Филипсен       | Каспер Педерсен             | Лидл—трек            |
| Крај  | Крај            | Хонатан Нарваез     | Сем Велсфорд           | Фергус Браунинг        | Алберт Филипсен       |                             | Лидл—трек            |

## Резултати
| Генерални пласман                       | Означава побједника генералног пласмана                     | Брдска класификација | Означава побједника брдске класификације             | Спринт класификација | Означава побједника спринт класификације |
| Класификација за најбољег младог возача | Означава побједника класификације за најбољег младог возача | Најагресивнији возач | Означава добитника награде за најагресивнијег возача |                      |                                          |

### Генерални пласман
| Позиција | Возач                 | Тим                       | Вријеме     |
| -------- | --------------------- | ------------------------- | ----------- |
| 1.       | Хонатан Нарваез (ЕКВ) | УАЕ тим емирејтс ХРГ      | 19ч 19' 16" |
| 2.       | Хавијер Ромо (ШПА)    | Мовистар                  | + 9"        |
| 3.       | Фин Фишер Блек (НЗЛ)  | Ред бул—Бора—ханзгро      | + 12"       |
| 4.       | Оскар Онли (УК)       | Пикник постнл             | + 15"       |
| 5.       | Бастјен Тронхон (ФРА) | Декатлон АГ2Р ла мондијал | + 24"       |
| 6.       | Лук Плап (АУС)        | Џејко—алула               | + 24"       |
| 7.       | Магнус Шефилд (САД)   | Инеос гренадирс           | + 27"       |
| 8.       | Томас Глог (УК)       | Визма—лејз а бајк         | + 27"       |
| 9.       | Патрик Конрад (АУТ)   | Лидл—трек                 | + 31"       |
| 10.      | Мајкл Вудс (КАН)      | Израел—премијер тех       | + 47"       |

### Спринт класификација
| Позиција | Возач                       | Тим                  | Поени |
| -------- | --------------------------- | -------------------- | ----- |
| 1.       | Сем Велсфорд (АУС)          | Ред бул—Бора—ханзгро | 90    |
| 2.       | Брајан Кокар (ФРА)          | Кофидис              | 77    |
| 3.       | Фил Баухаус (ЊЕМ)           | Бахреин—викторијус   | 61    |
| 4.       | Хонатан Нарваез (ЕКВ)       | УАЕ тим емирејтс     | 60    |
| 5.       | Тим Торн Тојтенберг (ЊЕМ)   | Лидл—трек            | 60    |
| 6.       | Тобијас Лунд Андерсен (ДАН) | Пикник постнл        | 50    |
| 7.       | Хенри Улиг (ЊЕМ)            | Алпесин—декунинк     | 43    |
| 8.       | Корбин Стронг (НЗЛ)         | Израел—премијер тех  | 42    |
| 9.       | Метју Валс (УК)             | Групама—ФДЈ          | 38    |
| 10.      | Хавијер Ромо (ШПА)          | Мовистар             | 31    |

### Брдска класификација
| Позиција | Возач                 | Тим                  | Поени |
| -------- | --------------------- | -------------------- | ----- |
| 1.       | Фергус Браунинг (АУС) | Тим Аустралија       | 58    |
| 2.       | Мауро Шмит (ШВА)      | Џејко—алула          | 27    |
| 3.       | Хонатан Нарваез (ЕКВ) | УАЕ тим емирејтс ХРГ | 16    |
| 4.       | Крис Харпер (АУС)     | Џејко—алула          | 16    |
| 5.       | Хавијер Ромо (ШПА)    | Мовистар             | 15    |
| 6.       | Зак Мериџ (АУС)       | Тим Аустралија       | 15    |
| 7.       | Демијен Хаусон (ИТА)  | Тим Аустралија       | 11    |
| 8.       | Фин Фишер Блек (НЗЛ)  | Ред бул—Бора—ханзгро | 11    |
| 9.       | Реми Рошас (ФРА)      | Групама—ФДЈ          | 10    |
| 10.      | Патрик Конрад (АУТ)   | Лидл—трек            | 10    |

### Класификација за најбољег младог возача
| Позиција | Возач                 | Тим                  | Вријеме     |
| -------- | --------------------- | -------------------- | ----------- |
| 1.       | Алберт Филипсен (ДАН) | Лидл—трек            | 19ч 20' 25" |
| 2.       | Зак Мериџ (АУС)       | Тим Аустралија       | + 15"       |
| 3.       | Пабло Торес (ШПА)     | УАЕ тим емирејтс ХРГ | + 20"       |
| 4.       | Лукас Нерукар (УК)    | ЕФ едукејшон—изипост | + 1' 41"    |
| 5.       | Мено Хојсинг (ХОЛ)    | Визма—лејз а бајк    | + 3' 07"    |
| 6.       | Тајмен Грат (ХОЛ)     | Визма—лејз а бајк    | + 4' 33"    |
| 7.       | Фергус Браунинг (АУС) | Тим Аустралија       | + 4' 52"    |
| 8.       | Метју Бренан (УК)     | Визма—лејз а бајк    | + 5' 27"    |
| 9.       | Бјерн Керт (УК)       | Пикник постнл        | + 5' 33"    |
| 10.      | Дијего Пескадор (БЕЛ) | Мовистар             | + 11' 17"   |

### Тимска класификација
| Позиција | Тим                                                              | вријеме     |
| -------- | ---------------------------------------------------------------- | ----------- |
| 1.       | Лидл—трек                                                        | 58h 00' 34" |
| 2.       | [[Бициклистички тим УАЕ тим емирејтс ХРГ\|УАЕ тим емирејтс ХРГ}} | + 2"        |
| 3.       | Израел—премијер тех                                              | + 1' 50"    |
| 4.       | Џејко—алула                                                      | + 4' 58"    |
| 5.       | Групама—ФДЈ                                                      | + 5' 22"    |
| 6.       | Тим Аустралија                                                   | + 6' 01"    |
| 7.       | Декатлон АГ2Р ла мондијал                                        | + 6' 12"    |
| 8.       | Визма—лејз а бајк                                                | + 6' 13"    |
| 9.       | Аркеа—бб хотелс                                                  | + 8' 26"    |
| 10.      | Мовистар                                                         | + 9' 08"    |